# Concroce
Concroce är ett släkte av insekter. Concroce ingår i familjen Nemopteridae.
Kladogram enligt Catalogue of Life:
| Concroce | \| \| Concroce capensis \| \| \| \| \| \| Concroce parva \| \| \| \| \| \| Concroce walkeri \| \| \| \| |
|          | \| \| Concroce capensis \| \| \| \| \| \| Concroce parva \| \| \| \| \| \| Concroce walkeri \| \| \| \| |
|          | Concroce capensis                                                                                       |
|          | |
|          | Concroce parva                                                                                          |
|          | |
|          | Concroce walkeri                                                                                        |
|          | |